# Касаи-Ориентал
Касаѝ-Ориента̀л (на френски и на суахили: Kasaï-Oriental) е една от провинциите на Демократична република Конго. Разположена е в южната част на страната. Столицата на провинцията е град Мбужи-Майи. Площта ѝ е 9545 км², а населението, според проекция за юли 2015 г., е 3 145 000 души. Най-масово говореният език в провинцията е езикът Чилуба.
Столицата на провинцията, град Мбужи-Майи е разположен на река Санкуру. Градът е търговски център и ежегодно произвежда 1/10 от произведените диаманти в целия свят.